# 키프로스의 경제
키프로스의 경제는 세계은행이 분류한 고소득 경제로 2001년 국제 통화 기금(IMF)이 선진국 목록에 포함시켰다. 키프로스는 2008년 1월 1일에 유로화를 공식 통화로 채택하였고, 키프로스 파운드를 1유로당 0.585274의 취소 불가능한 고정 환율로 대체하였다.
2012년~2013년 키프로스 금융 위기는 키프로스의 경제 문제를 지배하고 있다. 2013년 3월, 키프로스 정부는 유로존 파트너들과 키프로스 제2의 은행인 키프로스 인민은행(라이키 은행)을 "나쁜" 은행과 더 큰 키프로스 은행에 흡수될 "좋은" 은행으로 분할하기로 합의했다. 유럽 집행위원회, 유럽 중앙은행, 국제 통화 기금으로부터 100억 유로의 구제금융을 받는 대가로 키프로스 정부는 무보험 예금을 대폭 삭감해야 한다. €100,000 이하의 보증금은 영향을 받지 않았다. 2015년 1분기 키프로스는 3년 반의 침체 끝에 다시 성장세로 돌아섰다. 키프로스는 2016년 3월 말 유로 안정화 기구에서 총 63억 유로, IMF에서 10억 유로를 대출받아 3년간의 금융지원 프로그램을 성공적으로 마쳤다. 나머지 27억 유로의 ESM 구제금융은 키프로스 정부가 계획 기간 동안 예상했던 것보다 더 많은 재정을 지원했기 때문에 집행되지 않았다.

## 정부 통제 지역의 경제
키프로스는 개방된 자유시장형 서비스 기반 경제로 경공업도 일부 갖추고 있다. 국제적으로 키프로스는 교육받은 영어권 인구, 적당한 현지 비용, 좋은 항공사와 통신과 함께 지리적인 위치를 동서양의 "다리"로 홍보하고 있다.
키프로스는 1960년 영국으로부터 독립한 이후 강력한 성장, 완전한 고용 상태, 상대적 안정성에 힘입어 성공적인 경제 성과를 거두었다. 식민지 지배에서 물려받은 낙후된 농경제는 역동적인 서비스와 산업·농업 부문, 선진화된 물리적·사회적 인프라가 갖춰진 현대 경제로 탈바꿈했다. 키프로스는 지중해 지역에서 가장 부유한 민족 중 하나로, 2021년 기준 1인당 GDP는 명목 기준으로 29,000달러, 구매력 평가 기준으로는 42,000달러를 넘어섰다.
그들의 생활 수준은 그 나라의 "매우 높은" 인간 개발 지수에 반영되어 있고, 키프로스는 삶의 질 지수에서 세계 23위를 차지하고 있다. 그러나 30년 이상 지속된 성장 이후 2009년 키프로스 경제는 위축되었다. 이는 키프로스가 대침체와 유럽 국가 부채 위기에 노출되었다는 것을 반영했다. 최근 들어서는 공공재정 상태와 치솟는 차입비용에 대한 우려가 제기되고 있다. 또한 키프로스는 2011년 7월 에반겔로스 플로라키스 해군기지의 폭발로 심각한 타격을 입었으며, GDP의 17%에 해당하는 10억~30억 유로에 달하는 경제적 손실을 입었다.

### 투자 환경
키프로스 법 체계는 잉글랜드 법에 기초하고 있기 때문에 대부분의 국제 금융가들에게 친숙하다. 키프로스의 법률은 2004년 EU 가입까지 EU 규범과 일치했다. 외국인 직접투자에 대한 제약은 없어졌고, 많은 경우 100% 외국인 소유가 허용되었다. 키프로스 증권거래소에 대한 외국인 포트폴리오 투자도 자유화되었다. 2002년에 유럽 연합에서 가장 낮은 12.5%의 법인세율로 기업 친화적인 현대적 조세 제도가 시행되었다. 키프로스는 40개 이상의 국가들과 이중과세에 관한 조약을 체결했으며, 유로존의 회원국으로서 교환 제한이 없다. 비거주자 및 외국인 투자자는 키프로스 투자대금을 자유롭게 송환할 수 있다.

## 금융 중심으로서의 역할
소련이 해체된 후 몇 년 동안 이곳은 러시아와 동유럽에 대한 투자를 위한 문으로 큰 인기를 얻었고, 가장 흔한 조세 피난처가 되었다. 최근에는 서방으로부터 키프로스를 거쳐 아시아, 특히 중국과 인도, 남미, 중동으로 투자가 증가하고 있다. 게다가, EU 외부의 기업들은 유럽으로의 투자를 위한 그들의 진입점으로 키프로스를 이용한다. 비즈니스 서비스 부문은 여전히 경제에서 가장 빠르게 성장하고 있으며, 중요한 다른 모든 분야를 추월했다. CIPA는 이러한 추세에 근본적인 역할을 해왔다. 2016년 기준으로, CySEC(금융 규제 기관)는 일반적으로 EU 운영 면허와 산업 노하우를 얻을 수 있는 효율적인 방법으로 보기 때문에 소매업계에서 가장 큰 브랜드 중 많은 것을 규제하고 있다.

## 배송 중심으로서의 역할
키프로스는 세계에서 가장 큰 선박 관리 센터 중 하나로, 약 50개의 선박 관리 회사와 해양 관련 외국 기업들이 키프로스에서 국제 활동을 하고 있으며, 세계 최대 선박 관리 회사들의 대다수는 키프로스에 완전히 성장한 사무실을 설립했다. 세 대륙의 교차로에 위치한 지리적 위치와 수에즈 운하와의 근접성은 상선을 섬나라의 중요한 산업으로 촉진시켰다. 키프로스는 세계에서 10번째로 많은 선박을 보유하고 있으며, 2013년 1월 1일 기준으로 1,030척의 선박이 31,706,000dwt를 차지하고 있다.

## 관광업
관광업은 섬나라의 경제, 문화, 그리고 전반적인 브랜드 개발의 중요한 요소이다. 매년 2백만 명 이상의 관광객이 방문하는 이곳은 세계에서 40번째로 인기 있는 관광지이다. 하지만, 지역 인구의 1인당 국민 수는 17위이다. 업계는 2014년 12월 리마솔과 파포스에게 수여된 지속 가능한 목적지 글로벌 톱 100, 지속 가능한 관광에 관한 VISION, 토템 관광 및 녹색 목적지 타이틀에 이르기까지 다양한 국제적인 상을 수상했다. 섬 해변에는 57개의 블루 플래그가 수여되었다. 키프로스는 1975년 세계 관광 기구의 정식 회원국이 되었다. 세계 경제 포럼(WEF)의 2013년 여행 관광 경쟁력 지수에 따르면 키프로스의 관광산업은 전체 경쟁력에서 세계 29위를 기록하고 있다. 관광 인프라 측면에서 키프로스는 관광업과 관련하여 세계 1위를 차지하고 있다. 키프로스 관광청은 산업 관행을 감독하고 전 세계적으로 키프로스를 홍보하는 반정부 기관의 지위를 가지고 있다.

## 무역
2008년 키프로스가 수출한 재화와 서비스의 총 가치는 15억 3천만 달러였다. 감귤류, 시멘트, 감자, 의류, 의약품과 같은 상품과 서비스를 주로 수출했다. 같은 시기에 키프로스가 수입한 재화와 서비스의 총 재무 가치는 약 86억 8900만 달러였다. 2008년에 키프로스가 수입한 주요 상품과 서비스는 소비재, 기계, 석유 및 기타 윤활유, 운송 장비 및 중간재였다.

### 키프로스 무역 파트너
전통적으로 그리스는 키프로스의 주요 수출입 파트너였다. 2007 회계연도에 키프로스 전체 수출의 21.1%를 차지했다. 같은 시기에 키프로스가 수입하는 상품과 서비스의 17.7%를 차지했다. 이와 관련하여 중요한 이름으로는 영국과 이탈리아가 있다.

## 같이 보기
- 키프로스 파운드